# Kostel svatého Mikuláše (Mikulov)
Kostel svatého Mikuláše v Mikulově je římskokatolický farní kostel, jednoduchá pozdně barokní sakrální stavba z roku 1770 stojící na severní straně Tržního náměstí v Mikulově na Teplicku. Od 6. června 2002 je kostel chráněn jako kulturní památka.

## Historie

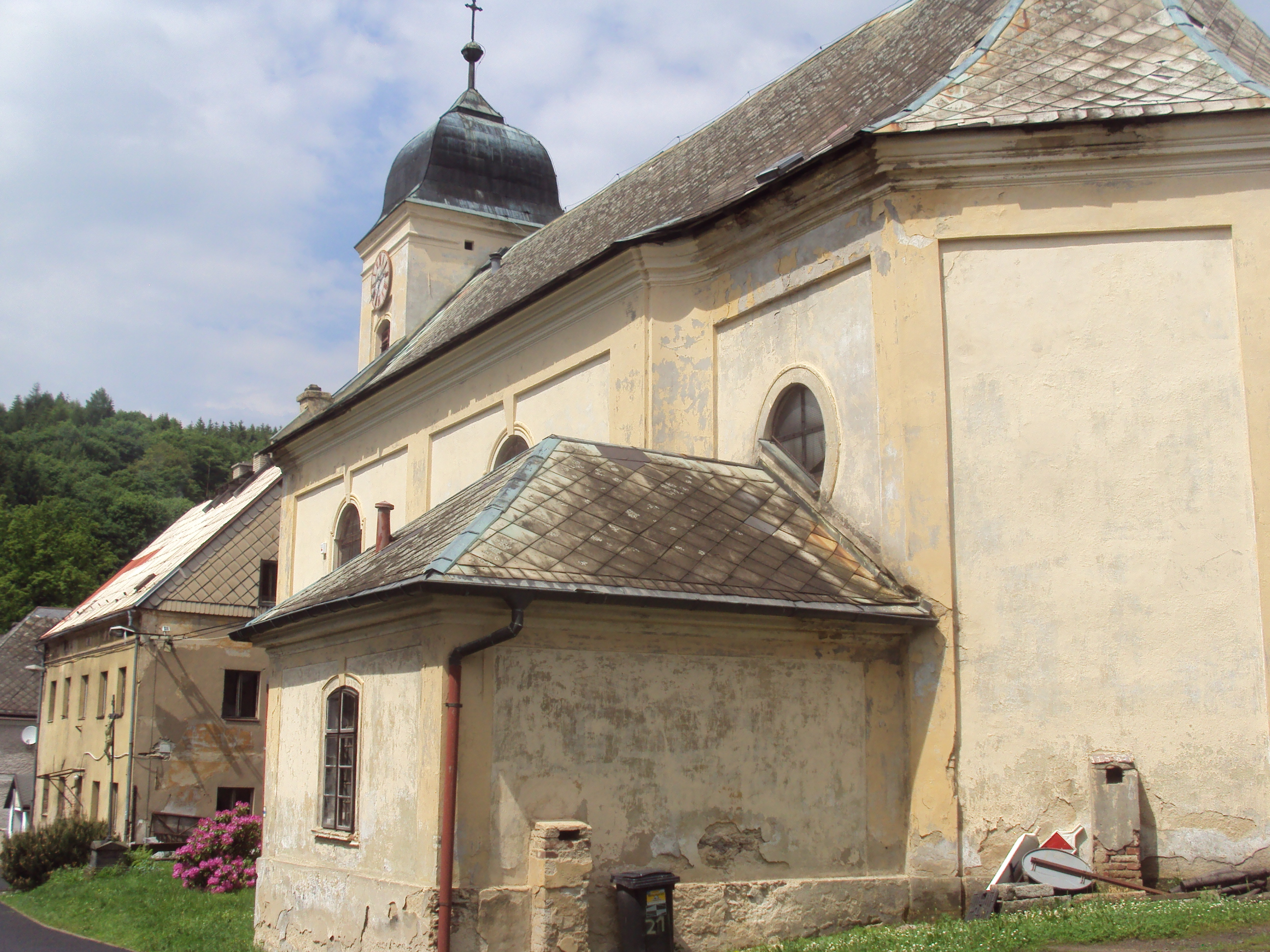
Kostel sv. Mikuláše z Tržního náměstí v Mikulově

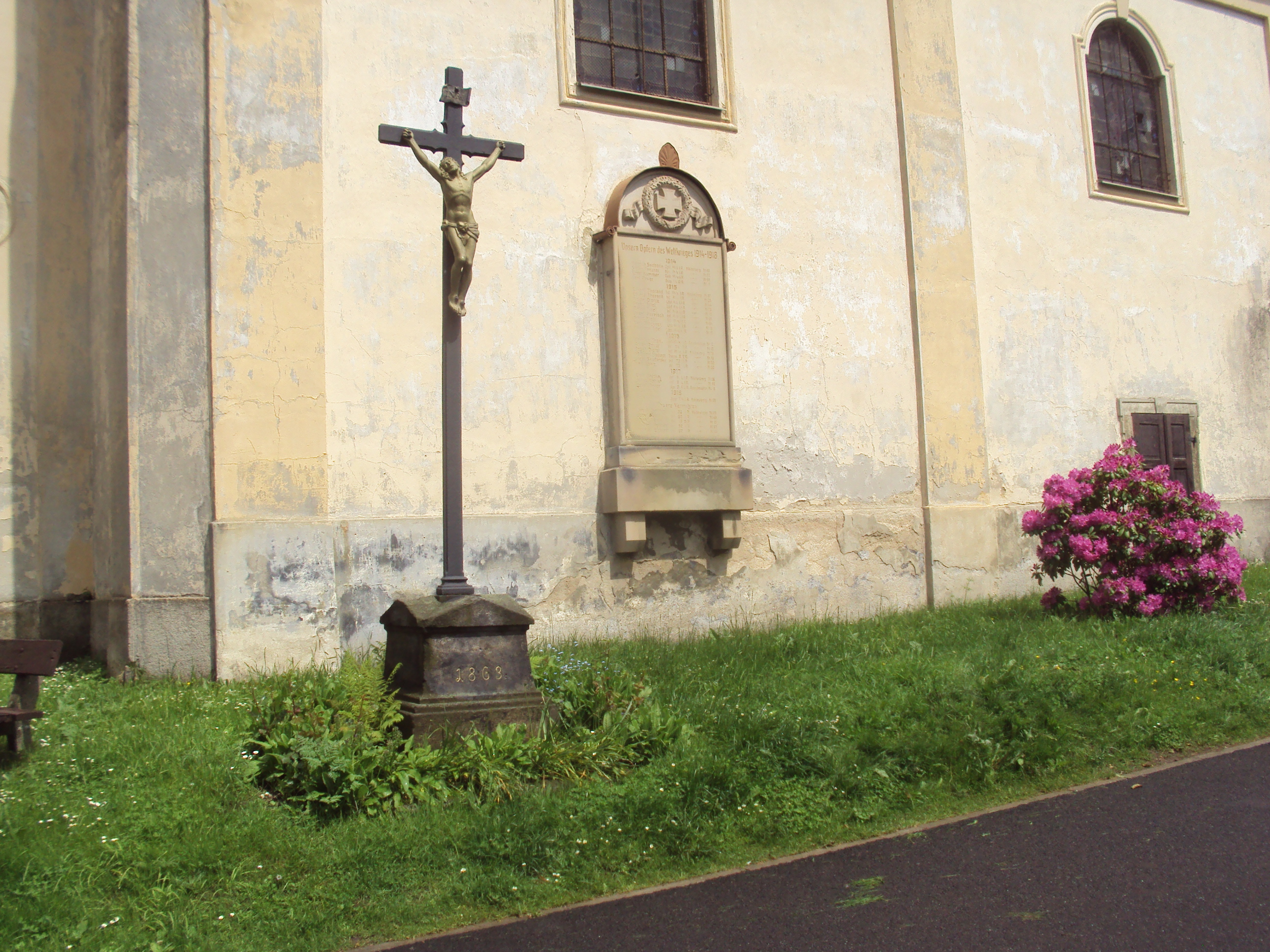
Vnější zdi kostela v Mikulově

Mikulov vznikl zřejmě ve 14. století jako osada horníků původem ze Saska. Obec se až do roku 1595 nazývala německy Neuschellenberg (Nový Schellenberg) podle Schellenbergu v Sasku. Roku 1597 obdržel Mikulov od Rudolfa II. právo svobodného kutného města a právo týdenního i výročního trhu spolu s městským znakem. Od roku 1740 postupně důlní práce upadaly a v roce 1870 zde byli při těžbě stříbra zaměstnáni již jen dva dělníci.
Kdy přesně zde vznikl původní kostel, není známo, ale předpokládá se 16. století. Nejpozději se tak stalo v 16. století při přeměně osady na městečko. Kostel zřejmě utrpěl poškození za třicetileté války. Opraven byl v roce 1709. Současná podoba kostela pochází z roku 1770, zřejmě převzala část konstrukcí staršího kostela. Opravena byla roku 1809. Po roce 1918 byl na jižní stěnu lodi osazen památník občanům Mikulova (Niklasbergu) padlým a zmizelým na bojištích I. světové války. Od roku 1945, kdy došlo k vysídlení původního německy mluvícího obyvatelstva, kostel postupně chátrá.

## Architektura
Jedná se o jednolodní obdélnou stavbu s odsazeným trojboce uzavřeným presbytářem se sakristií po jižní straně. Na západní straně se nachází představená hranolová věž krytá přilbou. Fasády jsou s lizénovými rámy. Okna jsou polokruhová, ve věži segmentová.
Presbytář má valenou klenbu s lunetami. Loď má plochý strop. Na něm se nachází rokoková malba. V lodi je dvoupatrová kruchta.

## Zařízení
V presbytáři jsou pozdně gotické sochy sv. Petra a sv. Pavla z období kolem roku 1520. Tyto sochy byly nešetrně polychromovány. Ostatní zařízení kostela není příliš umělecky hodnotné.

## Zvony
V průčelní severní věži se nachází zvon Karel z roku 1919 od Richarda Herolda. Původní dva zvony od Gabriela Hilgera z roku 1630 a zvon od Františka Pitschmanna z roku 1806 byly zrekvírovány za první světové války. Ve věži je též zavěšen zajímavý zvonovinový cymbál, rozeznívaný hodinovým strojem. Je značně otlučený, neboť byl prý dlouho uložen někde na půdě. Má průměr 30 cm, kolem krku pás ze stojících akantů, jinak bez ozdob.

## Okolí kostela
V obci je hřbitov obehnaný zdí krytou šindelem. Při ní se nachází kaple z počátku 19. století. Je zděná, obdélná s rovným závěrem a osmibokou zděnou zvonicí, která je nadstavěná štítové stěně. Fasády kaple jsou hladké, okna polokruhová, vchod je segmentový. Segmentová je i klenba kaple. Objekt, i když nemá příliš velkou uměleckou hodnotu, působí zajímavě svým umístěním do krajiny. V parku na náměstí se nachází socha sv. Josefa z 1. poloviny 19. století.